# 1962 FIFAワールドカップ・決勝
|          | 対戦相手         | 結果 |
| -------- | ---------------- | ---- |
| 1        | メキシコ         | 2–0  |
| 2        | チェコスロバキア | 0–0  |
| 3        | スペイン         | 2–1  |
| 準々決勝 | イングランド     | 3–1  |
| 準決勝   | チリ             | 4–2  |

|          | 対戦相手       | 結果 |
| -------- | -------------- | ---- |
| 1        | スペイン       | 1–0  |
| 2        | ブラジル       | 0–0  |
| 3        | メキシコ       | 1–3  |
| 準々決勝 | ハンガリー     | 1–0  |
| 準決勝   | ユーゴスラビア | 3–1  |

1962年FIFAワールドカップ決勝は、1962年6月17日の日曜日に行われた1962年FIFAワールドカップの決戦である。試合はサンティアゴのエスタディオ・ナシオナルで行われ、チェコスロバキアとブラジルが対戦した。試合は3-1でブラジルが勝利し、ワールドカップ2連覇を達成した。両チームはグループリーグで対戦していたが、ゴールレスドローに終わっていた。この試合は、グループリーグですでに対戦していたチーム同士による2度目のワールドカップ決勝戦であった（1度目は1954年の決勝戦、ハンガリー対西ドイツ）。
1958年のブラジルのスター選手の一人であったペレが、大会のグループリーグ第2試合で負傷し欠場したにもかかわらず、1938年のイタリア大会に次ぐワールドカップ史上2度目の連覇を果たした。
前半15分、アドルフ・シェーラーのロングボールにヨゼフ・マソプストが反応し、チェコスロバキアが1-0と先制した。しかし、4年前の決勝と同様、ブラジルはすぐに反撃に転じ、2分後、それまで完璧だったチェコスロバキアのGKヴィリアム・シュロイフのミスを突いて、アマリルドが同点に追いついた。ブラジルの勢いは止まらず、後半半ばにはジトとヴァヴァ（これもシュロイフのミス）がゴールを決め、チェコスロバキアは試合を振り出しに戻すことができず、試合は3-1でブラジルの勝利に終わった。

## 決勝
| 1962年6月17日 14:30 |

| ブラジル                                | 3 - 1    | チェコスロバキア |
| アマリウド 17分 · ジト 69分 · ババ 78分 | レポート | マソプスト 15分  |

| エスタディオ・ナシオナル・デ・チリ（サンティアゴ） 観客数: 68,679人 主審: ニコライ・ラティシェフ |

| ブラジル | チェコスロバキア |

| GK                 | 1  | ジウマール         |
| RB                 | 2  | ジャウマ・サントス |
| CB                 | 3  | マウロ・ラモス     |
| CB                 | 5  | ゾジモ             |
| LB                 | 6  | ニウトン・サントス |
| RH                 | 4  | ジト               |
| LH                 | 8  | ジジ               |
| OR                 | 7  | ガリンシャ         |
| OL                 | 21 | マリオ・ザガロ     |
| CF                 | 19 | ババ               |
| CF                 | 20 | アマリウド         |
| 監督:              |    |                    |
| アイモレ・モレイラ |    |                    |

| GK                     | 1  | ヴィリアム・シュロイフ         |
| RB                     | 12 | イジー・ティヒー               |
| CB                     | 5  | スヴァトプルク・プルスカル     |
| CB                     | 3  | ポプルハール                   |
| LB                     | 4  | ラディスラフ・ノヴァーク       |
| RH                     | 19 | アンドレイ・クヴァシュニャーク |
| LH                     | 6  | ヨゼフ・マソプスト             |
| OR                     | 17 | トマーシュ・ポスピーカ         |
| IR                     | 8  | アドルフ・シェレル             |
| IL                     | 18 | ヨゼフ・カドラバ               |
| OL                     | 11 | ヨゼフ・イェリーネク           |
| 監督:                  |    |                                |
| ルドルフ・ヴィトラチル |    |                                |

Match rules
- 90 minutes.
- 30 minutes of extra time if necessary.
- Replay if scores still level.
- No substitutions permitted.

|}
1. ↑  “FACTBOX-Dates and weather at previous World Cups” (英語). Eurosport (2013年10月1日). 2022年12月16日閲覧。